# Claudia Galassi
Claudia Galassi (Jesi, 11 febbraio 1996) è una calciatrice italiana, di ruolo centrocampista.

## Carriera

### Club
Claudia Galassi si appassiona al mondo del calcio fin dalla giovanissima età, tesserandosi con la società polisportiva Jesina e alternando la sua attività agonistica nelle sue squadre giovanili di calcio a 11 con il calcio a 5 giocando in Serie C con la sezione femminile del Real Lions Ancona C5.
Durante il calciomercato estivo 2015 coglie l'occasione per compiere un salto di categoria sottoscrivendo con la Riviera di Romagna un contratto per giocare in Serie A per la stagione entrante. Ferrara, impiegata in 15 occasioni alle quali si aggiungono le due in Coppa Italia, condivide le sorti della squadra la quale, dopo un girone di andata concluso all'ottavo posto e mantenendosi in zona salvezza anche per gran parte del campionato, in virtù dei risultati negativi degli ultimi incontri non riesce a evitare la retrocessione in Serie B, arrivata alla penultima giornata.
La decisione della società di non iscriversi al campionato successivo svincola la giocatrice che decide di cambiare categoria accettando la proposta del Virtus Camerano per tornare al calcio a 5 femminile, per giocare in Serie C la stagione entrante.